# Johannes Doberschütz
Johannes Doberschütz (Leipzig, RDA, 26 de febrero de 1980) es un deportista alemán que compitió en remo. Ganó tres medallas en el Campeonato Mundial de Remo entre los años 2001 y 2005.

## Palmarés internacional
| Campeonato Mundial | Campeonato Mundial | Campeonato Mundial | Campeonato Mundial |
| Año                | Lugar              | Medalla            | Prueba             |
| ------------------ | ------------------ | ------------------ | ------------------ |
| 2001               | Lucerna (Suiza)    | Medalla de bronce  | Ocho con timonel   |
| 2002               | Sevilla (España)   | Medalla de plata   | Ocho con timonel   |
| 2005               | Kaizu (Japón)      | Medalla de bronce  | Cuatro con timonel |